# Nun Kun
Nun Kun  ou Nun-Kun é um maciço montanhoso da cordilheira de Zanskar (parte dos Himalaias Ocidentais), que compreende um par de picos importantes que lhe dão o nome: o Nun, de 7 135 m de altitude, e o seu pico vizinho, o Kun, de 7 077 m. O Nun é o pico de maior altitude na cordilheira dos Himalaias situado do lado indiano da Linha de Controle (a fronteira disputada entre a Índia e o Paquistão) no Território da União do Ladaque. Há picos mais elevados na parte indiana do Caracórum, situados no lado norte do rio Indo.
O maciço pouca distância a sul do vale de Suru, no distrito de Cargil, cerca de 7 km a sul da estrada entre Cargil e Padum, 60 km a sul de Cargil e 100 km a leste de Serinagar, a capital do estado (distâncias em linha reta). O Kun fica a nordeste do Nun e os picos estão separados por una meseta de neve de 4 km de comprimento. O pico Pinnacle, de 6 930 m de altitude, é a terceira montanha mais alta do maciço.